# بیلی کوستل ناد نیسوو
بیلی کوستل ناد نیسوو (به چکی: Bílý Kostel nad Nisou) یک منطقهٔ مسکونی در جمهوری چک است که در ناحیه لیبرتس واقع شده‌است. بیلی کوستل ناد نیسوو ۲۵٫۷۳ کیلومتر مربع مساحت و ۹۴۳ نفر جمعیت دارد.